# 35. п. н. е.

## Догађаји
- Октавијан се обрачунао са побуњеницима у Италији и прешао у Илирију.
- Октавијан осваја Илирију (Далмација)
- Антоније је предузео експедицију у Јерменију, опустошивши и опљачкајући земљу. Фрат и Артавасдов син Артаксија пружили су жесток отпор Римљанима. Други поход се завршио неуспешно за Антонија.
- Хорације је написао прву књигу сатире Дискурси.

## Умрли
- Салустије Крисп